# Atletiek op de Olympische Zomerspelen 2020 – 4×400 meter vrouwen
De 4×400 meter voor vrouwen  op de Olympische Zomerspelen 2020 vond plaats op donderdag 5 en zaterdag 7 augustus 2021 in het  Olympisch Stadion van Tokio. De wedstrijd werd gewonnen door het Amerikaanse estafetteteam dat hiermee de olympische titel wederom wist te prolongeren. Het Poolse team behaalde de zilveren medaille en het Jamaicaanse team de bronzen medaille. Het Nederlandse en het Belgische team eindigden op respectievelijk de zesde en zevende plaats, beiden in een nationale recordtijd.

## Records
Voorafgaand aan het toernooi waren dit het wereldrecord en het olympisch record.
| Wereldrecord     | URS Tatyana Ledovskaya, Olga Nazarova Mariya Pinigina Olga Bryzgina | 3.15,17 | Zuid-Korea Seoel | 1 oktober 1988 |
| Olympisch record | URS Tatyana Ledovskaya, Olga Nazarova Mariya Pinigina Olga Bryzgina | 3.15,17 | Zuid-Korea Seoel | 1 oktober 1988 |

## Resultaten

### Series
De drie snelsten van elke serie kwalificeerden zich direct voor de finale (Q). Van de overgebleven atleten kwalificeerden de twee tijdsnelsten zich ook voor de finale (q).

#### Serie 1
| Rang | Baan | Land | Atleten                                                                                 | Reactie | Tijd    | Bijz. |
| ---- | ---- | ---- | --------------------------------------------------------------------------------------- | ------- | ------- | ----- |
| 1    | 3    | POL  | Anna Kiełbasińska, Iga Baumgart-Witan, Małgorzata Hołub-Kowalik, Justyna Święty-Ersetic | 0,161   | 3.23,10 | Q, SB |
| 2    | 8    | CUB  | Zurian Hechavarría, Rose Mary Almanza, Sahily Diago, Lisneidy Veitía                    | 0,194   | 3.24,04 | Q, SB |
| 3    | 4    | BEL  | Naomi Van den Broeck, Imke Vervaet, Paulien Couckuyt, Camille Laus                      | 0,139   | 3.24,08 | Q, NR |
| 4    | 5    | GER  | Corinna Schwab, Carolina Krafzik, Laura Müller, Ruth Spelmeyer                          | 0,168   | 3.24,77 | SB    |
| 5    | 9    | FRA  | Sokhna Lacoste, Amandine Brossier, Brigitte Ntiamoah, Floria Gueï                       | 0,279   | 3.25,07 | SB    |
| 6    | 6    | SUI  | Léa Sprunger, Silke Lemmens, Rachel Pellaud, Yasmin Giger                               | 0,153   | 3.25,90 | NR    |
| 7    | 7    | AUS  | Bendere Oboya, Kendra Hubbard, Ellie Beer, Anneliese Rubie-Renshaw                      | 0,197   | 3.30,61 | SB    |
|      | 2    | BAH  | Doneisha Anderson, Megan Moss, Brianne Bethel, Anthonique Strachan                      | 0,297   | DNF     |       |

#### Serie 2
| Rang | Baan | Land | Atleten                                                                     | Reactie | Tijd    | Bijz. |
| ---- | ---- | ---- | --------------------------------------------------------------------------- | ------- | ------- | ----- |
| 1    | 8    | USA  | Kaylin Whitney, Wadeline Jonathas, Kendall Ellis, Lynna Irby                | 0,177   | 3.20,86 | Q, SB |
| 2    | 9    | JAM  | Junelle Bromfield, Roneisha McGregor, Janieve Russell, Stacey-Ann Williams  | 0,177   | 3.21,95 | Q, SB |
| 3    | 3    | GBR  | Emily Diamond, Zoey Clark, Laviai Nielsen, Nicole Yeargin                   | 0,169   | 3.23,99 | Q, SB |
| 4    | 7    | NED  | Lieke Klaver, Lisanne de Witte, Laura de Witte, Femke Bol                   | 0,220   | 3.24,01 | q, NR |
| 5    | 6    | CAN  | Alicia Brown, Sage Watson, Madeline Price, Kyra Constantine                 | 0,162   | 3.24,05 | q, SB |
| 6    | 5    | UKR  | Kateryna Klymyuk, Alina Lohvynenko, Viktoriya Tkachuk, Anna Ryzhykova       | 0,173   | 3.24,50 | SB}   |
| 7    | 4    | ITA  | Benedicta Chigbolu, Alice Mangione, Petra Nardelli, Rebecca Borga           | 0,150   | 3.27,74 | SB    |
| 8    | 2    | BLR  | Aliaksandra Khilmanovich, Yuliya Bliznets, Elvira Herman, Asteria Uzo Limai | 0,214   | 3.33,00 |       |

### Finale
| Rang   | Baan | Land | Atlete                                                                                  | Reactie | Tijd    | Bijz. |
| ------ | ---- | ---- | --------------------------------------------------------------------------------------- | ------- | ------- | ----- |
| Goud   | 7    | USA  | Sydney McLaughlin, Allyson Felix, Dalilah Muhammad, Athing Mu                           | 0,145   | 3.16,85 | SB    |
| Zilver | 4    | POL  | Natalia Kaczmarek, Iga Baumgart-Witan, Małgorzata Hołub-Kowalik, Justyna Święty-Ersetic | 0,183   | 3.20,53 | NR    |
| Brons  | 5    | JAM  | Roneisha McGregor, Janieve Russell, Shericka Jackson, Candice McLeod                    | 0,192   | 3.21,24 | SB    |
| 4      | 3    | CAN  | Alicia Brown, Madeline Price, Kyra Constantine, Sage Watson                             | 0,179   | 3.21,84 | SB    |
| 5      | 9    | GBR  | Ama Pipi, Jody Williams, Emily Diamond, Nicole Yeargin                                  | 0,163   | 3.22,59 | SB    |
| 6      | 2    | NED  | Lieke Klaver, Lisanne de Witte, Laura de Witte, Femke Bol                               | 0,207   | 3.23,74 | NR    |
| 7      | 8    | BEL  | Naomi Van den Broeck, Imke Vervaet, Paulien Couckuyt, Camille Laus                      | 0,173   | 3.23,96 | NR    |
| 8      | 6    | CUB  | Zurian Hechavarría, Rose Mary Almanza, Sahily Diago Mesa, Lisneidy Veitía               | 0,219   | 3.26,92 |       |

1972: Käsling, Kühne, Seidler, Zehrt ·
1976: Maletzki, Rohde, Streidt, Brehmer ·
1980: Prorotsjenko, Gojsjtsjik, Zjoeskova, Nazarova ·
1984: Leatherwood, Howard, Brisco-Hooks, Cheeseborough ·
1988: Ledovskaja, Nazarova, Pinigina, Bryzgina ·
1992: Roezina, Dzjigalova, Nazarova, Bryzgina ·
1996: Stevens, Malone, Graham, Miles ·
2000: Miles Clark, Hennagan, Colander, Anderson ·
2004: Trotter, Henderson, Richards, Hennagan ·
2008: Wineberg, Felix, Henderson, Richards ·
2012: Trotter, Felix, McCorory, Richards-Ross ·
2016: Okolo, Hastings, Francis, Felix ·
2020: McLaughlin, Felix, Muhammad, Mu ·
2024: Little, McLaughlin-Levrone, Thomas, Holmes